# 威德曼 (伊利諾伊州)
戊4德曼（英語：Weedman）是位於美國伊利諾伊州德威特縣的一個非建制地區。該地的面積和人口皆未知。

## 地理
戊4德曼的座標為40°16′53″N 88°36′11″W / 40.28139°N 88.60306°W，而該地的平均海拔高度為219米（即718英尺）。